# Daphnella
Daphnella é um gênero de gastrópodes pertencente à família Raphitomidae.

## Espécies
- Daphnella allemani (Bartsch, 1931)[3]
- Daphnella angulata Habe & Masuda, 1990[4]
- Daphnella angustata (Sowerby III, 1886)
- Daphnella annulata Thiele, 1925[5]
- Daphnella antillana Espinosa & Fernández-Garcés, 1990[6]
- Daphnella arafurensis (Smith E. A., 1884)[7]
- Daphnella arcta (Smith E. A., 1884)[8]
- Daphnella areolata Stahlschmidt, Poppe & Chino, 2014
- Daphnella aspersa (Gould, 1860)[9]
- Daphnella atractoides Hervier, 1897[10]
- Daphnella aulacoessa (Watson, 1881)[11]
- Daphnella aureola (Reeve, 1845)[12]
- Daphnella axis (Reeve, 1846)[13]
- Daphnella bartschi Dall, 1919[14]
- Daphnella bedoyai (Rolán, Otero-Schmitt & F. Fernandes, 1998)
- †Daphnella bertrandiana (Millet, 1865)
- Daphnella boholensis (Reeve, 1843)[15]
- Daphnella botanica Hedley, 1918
- Daphnella buccinulum Melvill & Standen, 1903
- Daphnella butleri (Smith E. A., 1882)[16]
- Daphnella canaliculata Ardovini, 2009[17]
- Daphnella cancellata Hutton, 1878[18]
- Daphnella capensis (G.B. Sowerby III, 1892)
- Daphnella casta Hinds, 1844
- Daphnella cecille Melvill & Standen, 1901
- Daphnella celebensis Schepman, 1913[19]
- Daphnella cheverti Hedley, 1922[20]
- Daphnella cladara Sysoev & Bouchet, 2001[21]
- Daphnella clathrata Gabb, 1865[22]
- Daphnella compsa (Watson, 1881)[23]
- Daphnella concinna (Dunker, 1857)[24]
- Daphnella corbicula (Dall, 1889)[25]
- Daphnella corbula Thiele, 1925[26]
- Daphnella corimbensis (Rolán, Otero-Schmitt & F. Fernandes, 1998)
- Daphnella crebriplicata (Reeve, 1846)[27]
- Daphnella cubana Espinosa & Fernández-Garcés, 1990[28]
- Daphnella curta Pease, 1868 (taxon inquirendum)
- Daphnella dea Melvill, 1904[29]
- †Daphnella degrangei (Cossmann, 1894)
- Daphnella delicata (Reeve, 1846):[30] sinônimo de Daphnella flammea (Hinds, 1843)
- Daphnella dilecta Sarasúa, 1992[31]
- Daphnella diluta Sowerby III, 1896[32]
- Daphnella effusa Carpenter, 1865
- Daphnella elata Sowerby III, 1893[33]
- Daphnella elegantissima Espinosa & Fernandez Garces, 1990[34]
- †Daphnella eocaenica Cossmann, 1896
- Daphnella eugrammata Dall, 1902[35]
- Daphnella euphrosyne Melvill & Standen, 1903[36]
- Daphnella evergestis Melvill & Standen, 1901[37]
- Daphnella flammea (Hinds, 1843)[38]
- Daphnella floridula Stahlschmidt, Poppe & Chino, 2014
- Daphnella galactosticta Hervier, 1897 (taxon inquirendum)
- †Daphnella gascognensis Lozouet, 2017
- Daphnella gemmulifera McLean & Poorman, 1971[39]
- Daphnella godfroidi (de Folin, 1867)
- Daphnella gracilis Kuroda, 1952
- †Daphnella gracillima (Tenison Woods, 1877)
- Daphnella graminea Stahlschmidt, Poppe & Chino, 2014
- Daphnella grundifera (Dall, 1927)[40]
- Daphnella hayesi Nowell-Usticke, 1959[41]
- Daphnella hedya Melvill & Standen, 1903[42]
- Daphnella hyalina (Reeve, 1845)[43]
- Daphnella ichthyandri Sysoev & Ivanov, 1985[44]
- Daphnella inangulata B.-Q. Li & X.-Z. Li, 2014
- Daphnella intercedens (Melvill, 1923)[45]
- Daphnella interrupta Pease, 1860[46]
- Daphnella itonis Sysoev & Bouchet, 2001[47]
- Daphnella janae Stahlschmidt, Poppe & Chino, 2014
- Daphnella jucunda Thiele, 1925[48]
- Daphnella leucophlegma (Dall, 1881)[49]
- Daphnella levicallis Poorman, L., 1983[50]
- Daphnella louisae Jong & Coomans, 1988[51]
- Daphnella lymneiformis (Kiener, 1840)[52]
- Daphnella lyonsi Espinosa & Fernandez Garces, 1990[53]
- Daphnella magnifica Stahlschmidt, Poppe & Chino, 2014
- Daphnella margaretae Lyons, 1972[54]
- Daphnella marmorata Hinds, 1844[55]
- Daphnella mazatlanica Pilsbry & Lowe, 1932[56]
- Daphnella mitrellaformis (Nomura, 1940)[57]
- Daphnella monocincta Nowell-Usticke, 1969[58]
- Daphnella nobilis Kira, 1959[59]
- Daphnella omaleyi (Melvill, 1899)[60]
- Daphnella ornata Hinds, 1844[61]
- †Daphnella pagera Woodring, 1970
- Daphnella patula (Reeve, 1845)[62]
- Daphnella pernobilis Habe, 1962[63]
- Daphnella pessulata (Reeve, 1843)[64]
- Daphnella phyxelis Barnard, 1964
- Daphnella proxima Oyama & Takemura, 1958
- Daphnella pluricarinata (Reeve, 1845)[65]
- †Daphnella ponteleviensis Cossmann, 1896
- †Daphnella pseudoconcinna (Ceulemans, Van Dingenen & Landau, 2018)
- †Daphnella pulchra Peyrot, 1932
- Daphnella pulchrelineata Stahlschmidt, Poppe & Chino, 2014
- Daphnella pulviscula Chino, 2006[66]
- Daphnella radula Pilsbry, 1904[67]
- Daphnella receptoria Melvill & Standen, 1901
- Daphnella recifensis Barnard, 1958[68]
- Daphnella reeveana (Deshayes, 1863)[69]
- Daphnella reticulosa (Dall, 1889)[70]
- Daphnella retifera (Dall, 1889)[71]
- Daphnella retusa McLean & Poorman, 1971[72]
- Daphnella rissoides (Reeve, 1843)[73]
- †Daphnella romanii (Libass., 1859)[74]
- Daphnella ryukyuensis MacNeil, 1960[75]
- Daphnella sabrina Melvill, 1906
- †Daphnella salinasi (Calc., 1841)[74]
- Daphnella sandwicensis Pease, 1860[76]
- Daphnella scabrata (Smith, 1888)
- Daphnella semivaricosa Habe & Masuda, 1990[77]
- Daphnella sigmastoma Hedley, 1922[78]
- Daphnella sinuata (Carpenter, 1856)
- Daphnella souverbiei (Smith E. A., 1882)[79]
- Daphnella spencerae Sowerby III, 1893
- Daphnella stiphra Verco, 1909[80]
- Daphnella supercostata (E. A. Smith, 1882)
- Daphnella tagaroae Stahlschmidt, Poppe & Chino, 2014
- Daphnella tenuiclathrata Smith E.A., 1882
- Daphnella terina Melvill & Standen, 1896[81]
- Daphnella tetartemoris (Melvill, 1910)
- Daphnella thia Melvill & Standen, 1903 (taxon inquirendum)
- Daphnella thiasotes (Melvill & Standen, 1896)[82]
- Daphnella thygatrica Melvill & Standen, 1903
- Daphnella ticaonica (Reeve, 1845)[83]
- Daphnella tosaensis Habe, 1962[84]
- Daphnella varicosa (Souverbie & Montrozier, 1874)[85]
- Daphnella veneris Melvill & Standen, 1901
- Daphnella vitrea Garrett, 1873 (taxon inquirendum)
- Daphnella wui Chang, 2001[86]
- Daphnella xylois Melvill & Standen, 1901 (taxon inquirendum)

## Espécies trazidas para a sinonímia
- Daphnella abyssicola (Reeve, 1846): sinônimo de Eucithara vittata (Hinds, 1843)
- Daphnella acicula Suter, 1908: sinônimo de Aoteatilia acicula (Suter, 1908) (combinação original)
- Daphnella aculeata Webster, 1906: sinônimo de Asperdaphne aculeata (Webster, 1906): sinônimo de Pleurotomella aculeata (Webster, 1906) (combinação original)
- Daphnella aculeola Hedley, 1915: sinônimo de Pleurotomella aculeola (Hedley, 1915) (combinação original)
- Daphnella alcestis Melvill, 1906: sinônimo de Austrodaphnella alcestis (Melvill, 1906) (combinação original)
- Daphnella alfredensis Bartsch, 1915: sinônimo de Daphnella capensis (G. B. Sowerby III, 1892)
- †Daphnella ambigua Peyrot, 1931: sinônimo de †Atoma ambigua (Peyrot, 1931) (combinação original)
- Daphnella amphipsila Suter, 1908:[87] sinônimo de Aoteatilia amphipsila (Suter, 1908) (combinação original)
- Daphnella amphitrites Melvill & Standen, 1903: sinônimo de Taranidaphne amphitrites (Melvill & Standen, 1903) (combinação original)
- Daphnella angulata Suter, 1908: sinônimo de Liratilia conquisita (Suter, 1907)
- Daphnella antonia (Dall, 1881): sinônimo de Benthomangelia antonia (Dall, 1881)
- Daphnella arctata Brazier, 1876: sinônimo de Daphnella sigmastoma Hedley, 1922
- Daphnella arctata Reeve, 1845: sinônimo de Daphnella sigmastoma Hedley, 1922
- Daphnella areola Reeve, 1845: sinônimo de Daphnella aureola (Reeve, 1845)
- Daphnella aspera Carpenter, 1864: sinônimo de Mitromorpha aspera (Carpenter, 1864) (combinação original)
- Daphnella atrostyla Tryon, 1884: sinônimo de Kurtziella atrostyla (Tryon, 1884) (combinação original)
- Daphnella aureolata Reeve, 1845: sinônimo de Daphnella aureola (Reeve, 1845)
- Daphnella bandella (Dall, 1881): sinônimo de Benthomangelia bandella (Dall, 1881)
- Daphnella barbadensis Nowell-Usticke, 1971: sinônimo de Daphnella lymneiformis Woodring, 1928
- Daphnella bastowi Gatliff & Gabriel, 1908: sinônimo de Asperdaphne bastowi (Gatliff & Gabriel, 1908) (combinação original)
- Daphnella bathentoma Verco, 1909: sinônimo de Nepotilla bathentoma (Verco, 1909) (combinação original)
- Daphnella bella Pease, 1860: sinônimo de Macteola interrupta (Reeve, 1846)
- Daphnella bicarinata Pease, 1860: sinônimo de Eucyclotoma bicarinata (Pease, 1862)
- Daphnella bicolor (Reeve, 1846): sinônimo de Eucithara bicolor (Reeve, 1846)
- Daphnella bitorquata G. B. Sowerby III, 1896: sinônimo de Asperdaphne bitorquata (Sowerby III, 1896) (combinação original)
- Daphnella bitrudis Barnard, 1963: sinônimo de Famelica bitrudis (Barnard, 1963) (combinação original)
- Daphnella bucklandi Laseron, 1954: sinônimo de Daphnella botanica Hedley, 1918
- Daphnella cassandra Hedley, 1904: sinônimo de Aesopus cassandra (Hedley, 1904) (combinação original)
- Daphnella cerina (Kurtz & Stimpson, 1851): sinônimo de Kurtziella cerina (Kurtz & Stimpson, 1851)
- Daphnella cestrum Hedley, 1922: sinônimo de Vepridaphne cestrum (Hedley, 1922) (combinação original)
- †Daphnella chapplei Powell, 1944: sinônimo de †Pleurotomella chapplei (Powell, 1944) (combinação original)
- Daphnella chariessa Suter, 1908: sinônimo de Liratilia conquisita (Suter, 1907)
- Daphnella chrysoleuca (Melvill, 1923):[88] sinônimo de Hemilienardia chrysoleuca (Melvill, 1923)
- †Daphnella clifdenica Laws, 1939: sinônimo de †Maoridaphne clifdenica (Laws, 1939) (combinação original)
- Daphnella conquisita Suter, 1907: sinônimo de Liratilia conquisita (Suter, 1907) (combinação original)
- Daphnella cortezi Dall, 1908 : sinônimo de Exilia cortezi (Dall, 1908)
- Daphnella crassilirata Suter, 1908: sinônimo de Minortrophon crassiliratus (Suter, 1908)
- Daphnella crebricostata (Carpenter, 1864): sinônimo de Mangelia crebricostata Carpenter, 1864
- Daphnella crenulata Pease, 1868: sinônimo de Otitoma cyclophora (Deshayes, 1863)
- Daphnella cyclophora (Deshayes, 1863): sinônimo de Otitoma cyclophora (Deshayes, 1863)
- Daphnella cymatodes Hervier, 1897: sinônimo de Eucyclotoma cymatodes (Hervier, 1897) (combinação original)
- Daphnella daphnelloides Reeve, 1845: sinônimo de Daphnella marmorata Hinds, 1844
- * Daphnella decorata Adams, 1850: sinônimo de Daphnella lymneiformis Woodring, 1928
- Daphnella deluta Gould, 1860: sinônimo de Otitoma deluta (Gould, 1860) (combinação original)
- Daphnella dentata (Souverbie, 1870):[89] sinônimo de Daphnella rissoides (Reeve, 1843)
- Daphnella dulcis G. B. Sowerby III, 1896: sinônimo de Filodrillia dulcis (G. B. Sowerby III, 1896) (combinação original)
- Daphnella elegantissima Schepman, 1913: sinônimo de Asperdaphne elegantissima (Schepman, 1913) (combinação original)
- Daphnella epicharta Melvill & Standen, 1903: sinônimo de Diaugasma epicharta (Melvill & Standen, 1903) (combinação original)
- Daphnella eulimenes Melvill, 1904: sinônimo de Pleurotomella eulimenes (Melvill, 1904) (combinação original)
- Daphnella excavata Gatliff, 1906: sinônimo de Nepotilla excavata (Gatliff, 1906) (combinação original)
- Daphnella fallaciosa G. B. Sowerby III, 1896: sinônimo de Guraleus fallaciosus (G. B. Sowerby III, 1896) (combinação original)
- Daphnella fenestrata Verco, 1909: sinônimo de Nepotilla fenestrata (Verco, 1909) (combinação original)
- Daphnella filosa Carpenter, 1864: sinônimo de Mitromorpha carpenteri Glibert, 1954 (homônimo júnior secundário de Columbella filosa Dujardin, 1837; Mitromorpha carpenteri é um nome substituto)
- Daphnella fragilis (Reeve, 1845): sinônimo de Daphnella interrupta Pease, 1860
- Daphnella fusca (C. B. Adams, 1845): sinônimo de Pyrgocythara cinctella (Pfeiffer, 1840)
- Daphnella fuscobalteata E. A. Smith, 1879: sinônimo de Kuroshiodaphne fuscobalteata (E. A. Smith, 1879) (combinação original)
- Daphnella fuscoligata Dall, 1871: sinônimo de Clathromangelia fuscoligata (Dall, 1871) (combinação original)
- Daphnella fuscopicta (Sowerby III, 1893): sinônimo de Crossata fuscopicta (Sowerby III, 1893)
- Daphnella fusiformis Garrett, 1873: sinônimo de Eucyclotoma fusiformis (Garrett, 1873) (combinação original)
- Daphnella goreensis Maltzan, 1883: sinônimo de Haedropleura septangularis (Montagu, 1803)
- Daphnella gracilior Tryon, 1884: sinônimo de Mitromorpha gracilior (Tryon, 1884) (combinação original)
- Daphnella granata Hedley, 1922: sinônimo de Taranis granata (Hedley, 1922) (combinação original)
- Daphnella harrisoni (Tenison-Woods, 1878):[90] sinônimo de Parviterebra brazieri (Angas, 1875)
- Daphnella igniflua (Reeve, 1845): sinônimo de Monostiolum tessellatum (Reeve, 1844)
- Daphnella imparella Dall, 1908: sinônimo de Xanthodaphne imparella (Dall, 1908) (combinação original)
- Daphnella itama Melvill, 1906: sinônimo de Pleurotomella itama (Melvill, 1906) (combinação original)
- †Daphnella kaiparica Laws, 1939: sinônimo de †Maoridaphne kaiparica (Laws, 1939) (combinação original)
- Daphnella kingensis Petterd, 1879: sinônimo de Antiguraleus kingensis (Petterd, 1879) (combinação original)
- †Daphnella lacunosa Hutton, 1885: sinônimo de †Zenepos lacunosa (Hutton, 1885)
- Daphnella letourneuxiana (Crosse & P. Fischer, 1865): sinônimo de Turrella letourneuxiana (Crosse & P. Fischer, 1865)
- Daphnella lifouana Hervier, 1897: sinônimo de Tritonoturris lifouana (Hervier, 1897) (combinação original)
- Daphnella lirata (Reeve, 1845):[91] sinônimo de Otitoma lirata (Reeve, 1845)
- Daphnella lucasii] Melvill, 1904: sinônimo de Pleurotomella lucasii (Melvill, J.C., 1904)
- Daphnella lyrica (Reeve, 1846): sinônimo de Gingicithara lyrica (Reeve, 1846)
- Daphnella marmorata Verco, 1909: sinônimo de Nepotilla marmorata (Verco, 1909) (combinação original)
- Daphnella matakuana (E. A. Smith, 1884): sinônimo de Eucithara delacouriana (Crosse, 1869)
- Daphnella melanitica (Dall in Dall & Simpson, 1901): sinônimo de Nannodiella melanitica (Dall, 1901)
- Daphnella michaelseni Strebel, 1905: sinônimo de Thesbia michaelseni (Strebel, 1905) (combinação original)
- Daphnella mimica G. B. Sowerby III, 1896: sinônimo de Nepotilla mimica (G. B. Sowerby III, 1896) (combinação original)
- Daphnella minuscula E. A. Smith, 1910: sinônimo de Mangelia minuscula (E. A. Smith, 1910) (combinação original)
- †Daphnella monterosatoi Cipolla, 1914: sinônimo de †Teretia monterosatoi (Cipolla, 1914)
- †Daphnella multicincta P. Marshall, 1917: sinônimo de †Marshallaria multicincta (P. Marshall, 1917)
- †Daphnella neozelanica Suter, 1917: sinônimo de †Marshallena neozelanica (Suter, 1917) (combinação original)
- Daphnella nereidum Melvill & Standen, 1903: sinônimo de Taranidaphne nereidum (Melvill & Standen, 1903) (combinação original)
- Daphnella olyra (Reeve, 1845): sinônimo de Diaugasma olyra (Reeve, 1845)
- †Daphnella ovata P. Marshall, 1917: sinônimo de †Marshallaria multicincta (P. Marshall, 1917)
- Daphnella pagoda May, 1911: sinônimo de Eucithara pagoda (May, 1911) (combinação original)
- Daphnella panamica Pilsbry & Lowe, 1932: sinônimo de Daphnella mazatlanica Pilsbry & Lowe, 1932
- Daphnella payeni Rochebrune & Mabille, 1885: sinônimo de Typhlodaphne payeni (Rochebrune & Mabille, 1885) (combinação original)
- Daphnella perfragilis Schepman, 1913: sinônimo de Isodaphne perfragilis (Schepman, 1913) (combinação original)
- Daphnella peripla (Dall, 1881): sinônimo de Gymnobela chyta (R. B. Watson, 1881)
- Daphnella perplexa Verco, 1909: sinônimo de Asperdaphne perplexa (Verco, 1909) (combinação original)
- Daphnella philippiana Dunker, 1871: sinônimo de Daphnella delicata (Reeve, 1846)
- Daphnella pilsbryi Kuroda, 1947: sinônimo de Daphnella interrupta Pease, 1860
- Daphnella pompholyx (Dall, 1889): sinônimo de Xanthodaphne pompholyx (Dall, 1889)
- †Daphnella protensa Hutton, 1885: sinônimo de †Neoguraleus protensus (Hutton, 1885)
- Daphnella psila Suter, 1908: sinônimo de Aoteatilia psila (Suter, 1908) (combinação original)
- Daphnella reticulatus Dall, 1889: sinônimo de Daphnella reticulosa (Dall, 1889)
- Daphnella sagena Dall, 1927: sinônimo de Mangelia sagena (Dall, 1927) (combinação original)
- Daphnella sandwichensis Pease, 1860: sinônimo de Daphnella sandwicensis Pease, 1860
- Daphnella saturata (Reeve, 1845): sinônimo de Kuroshiodaphne saturata (Reeve, 1845)
- Daphnella scalaris Møller, 1842: sinônimo de Daphnella nobilis Kira, 1959
- Daphnella sofia Dall, 1889: sinônimo de Xanthodaphne sofia (Dall, 1889)
- Daphnella stegeri McGinty, 1955: sinônimo de Eucyclotoma stegeri (McGinty, 1955) (combinação original)
- Daphnella substriata Suter, 1899: sinônimo de Aoteatilia substriata (Suter, 1899) (combinação original)
- Daphnella subula Brazier, J. 1876: sinônimo de Daphnella axis (Reeve, 1846)
- Daphnella subuloides Schepman, 1913: sinônimo de Euclathurella subuloides (Schepman, 1913) (combinação original)
- Daphnella subzonata E. A. Smith, 1879: sinônimo de Asperdaphne subzonata (E. A. Smith, 1879) (combinação original)
- Daphnella suluensis Schepman, 1913: sinônimo de Asperdaphne suluensis (Schepman, 1913) (combinação original)
- Daphnella supracancellata Schepman, 1913: sinônimo de Kuroshiodaphne supracancellata (Schepman, 1913) (combinação original)
- Daphnella tasmanica Tenison Woods, 1877: sinônimo de Asperdaphne tasmanica (Tenison Woods, 1877) (combinação original)
- Daphnella tenella E.A. Smith, 1882: sinônimo de Pleurotoma clymene Dall, 1918
- Daphnella tenuistriata Suter, 1908: sinônimo de Aoteatilia tenuistriata (Suter, 1908) (combinação original)
- Daphnella thalia Schwabe, E., 1939: sinônimo de Daphnella allemani (Bartsch, 1931)
- Daphnella thespesia Melvill & Standen, 1896: sinônimo de Kermia thespesia (Melvill & Standen, 1896) (combinação original)
- Daphnella totolirata Suter, 1908: sinônimo de Zenepos totolirata (Suter, 1908) (combinação original)
- Daphnella triseriata Verco, 1909: sinônimo de Nepotilla triseriata (Verco, 1909) (combinação original)
- Daphnella trivaricosa Martens, 1880: sinônimo de Eucyclotoma trivaricosa (Martens, 1880) (combinação original)
- Daphnella trizonata (E. A. Smith, 1882): sinônimo de Neoguraleus trizonata (E. A. Smith, 1882)
- Daphnella varicifera Pease, 1868: sinônimo de Eucyclotoma varicifera (Pease, 1868)
- †Daphnella varicostata P. Marshall & Murdoch, 1921: sinônimo de †Rugobela canaliculata (Suter, 1917)
- Daphnella varix Tenison Woods, 1877: sinônimo de Marita compta (A. Adams & Angas, 1864)
- Daphnella vercoi G. B. Sowerby III, 1896: sinônimo de Pleurotomella vercoi (G. B. Sowerby III, 1896)
- Daphnella verecunda Barnard, 1963: sinônimo de Gymnobela verecunda (Barnard, 1963)
- Daphnella versivestita Hedley, 1912: sinônimo de Asperdaphne versivestita (Hedley, 1912)
- Daphnella vestalis Hedley, 1903: sinônimo de Asperdaphne vestalis (Hedley, 1903)
- Daphnella vincentina Crosse & Fischer, 1865: sinônimo de Guraleus pictus vincentinus (Crosse & Fischer, 1835)